# تل دريهم
بوزريش دغان( دريهم الحديثة)(تل الدريهم) موقع أثري مهم في محافظة القادسية(العراق). تشتهر هذه المنطقة بالآلاف من الألواح الطينية التي يُعتقد أنها جاءت من الموقع عن طريق النهب خلال أوائل القرن العشرين.

## تاريخ البحث
لفتت بوزريش-داجان(تل دريهم) إنتبه العلماء لأول مرة عندما بدأت الألواح الطينية القادمة من الموقع تظهر في سوق الآثار في عامي 1909و1910.وبناءً على المعلومات الواردة من تجار الآثار الذين باعوا الألواح، يمكن التعرف على تل دريهم على أنها مدينة دريهم الحديثة في العراق.منذ ذلك الحين، نشر حوالي12000لوحًا يُعتقد أنها جاءت من الموقع.تنتشر هذه القطع الأثرية في العديد من المجموعات، على سبيل المثال، تلك الموجودة في متحف أونتاريو الملكي، ومعهد دراسة الثقافات القديمة، ومتحف هارفارد، ومتحف العراق.قام ستيفن هربرت لانجدون بالتنقيب هناك لفترة وجيزة في عام1924.
مُسح الموقع من قبل روبرت ماكورميك آدامز كجزء من عمله الأثري المهم في المنطقة.قام علماء الآثار العراقيون بالتنقيب في الموقع في عام2007تحت إشراف علي عبيد شلقم.قام مشروع QADIS العراقي الإيطالي بمسح الموقع في عام 2016.من عام2016إلى عام2019، أجرت جامعة بولونيا وهيئة الآثار والتراث العراقية برنامجًا منسقًا للاستشعار عن بعد والمسوحات السطحية في محافظة القادسية بما في ذلك دريهم.وتبين أن الموقع تبلغ مساحته 60 هكتارًا. وقد تبين أن المدينة كانت محاطة بالقنوات، صممت على شكل شبكة حضرية، تحتوي على عدد من المباني الإدارية، ميناء.
حصل معهد دراسة الثقافات القديمة على إذن لبدء أعمال التنقيب في الموقع كجزء من أعماله المتجددة في موقع نيبور القريب وأجرى مسحًا أوليًا في عام2019.

## الموقع وبيئته
تقع بوزريش-داجان(تل دريهم)على بعد حوالي10 كيلومتر (6.2 ميل) من مدينة بوزريش-داجان. جنوب شرق نيبور، يطلق عليها أحيانًا أسم ضاحية. يتكون الموقع من منطقتين:تل شمالي وتل جنوبي. تبلغ أبعاد التل الشمالي380 by 240 by 4 متر (1,247 by 787 by 13 قدم)لمساحة إجمالية قدرها10 هكتار (25 أكر). التل الجنوبي أكبر قليلاً:يبلغ قياسه560 by 275 متر (1,837 by 902 قدم)، 8.5 متر (28 قدم)ارتفاعها ومساحتها 15 هكتار (37 أكر). تشير أبحاث الاستشعار عن بعد الحديثة إلى أن الحد الأقصى كان حوالي 80 هكتارًا. أصبحت أجزاء من الموقع الآن مغطاة بحقول زراعية حديثة، كما شق العديد من قنوات الري من خلالها. وقد وصف الكومة بأنها "خلية نحل "بسبب عمليات النهب غير القانونية التي حدثت منذ أوائل القرن العشرين.
بناءً على مورفولوجيا الموقع، من المحتمل أن يحتوي التل الجنوبي على زقورة. وأن تحتوي التلتان على مباني كبيرة يزيد إرتفاعها عن100 متر (330 قدم)في الطول. لا تزال آثار الجدران ظاهرة على السطح، يشير إنتظام هذه الآثار إلى أن المباني تم التخطيط لها وبنائها خلال فترة زمنية قصيرة. وقد وثقت عملية مسح قادس آثارًا محتملة لسور المدينة، ومجمع معبد كبير بجوار الزقورة، وقنوات قديمة كانت تمر على طول المستوطنة ومن خلالها، بالإضافة إلى ميناء.

## تاريخ المهنة

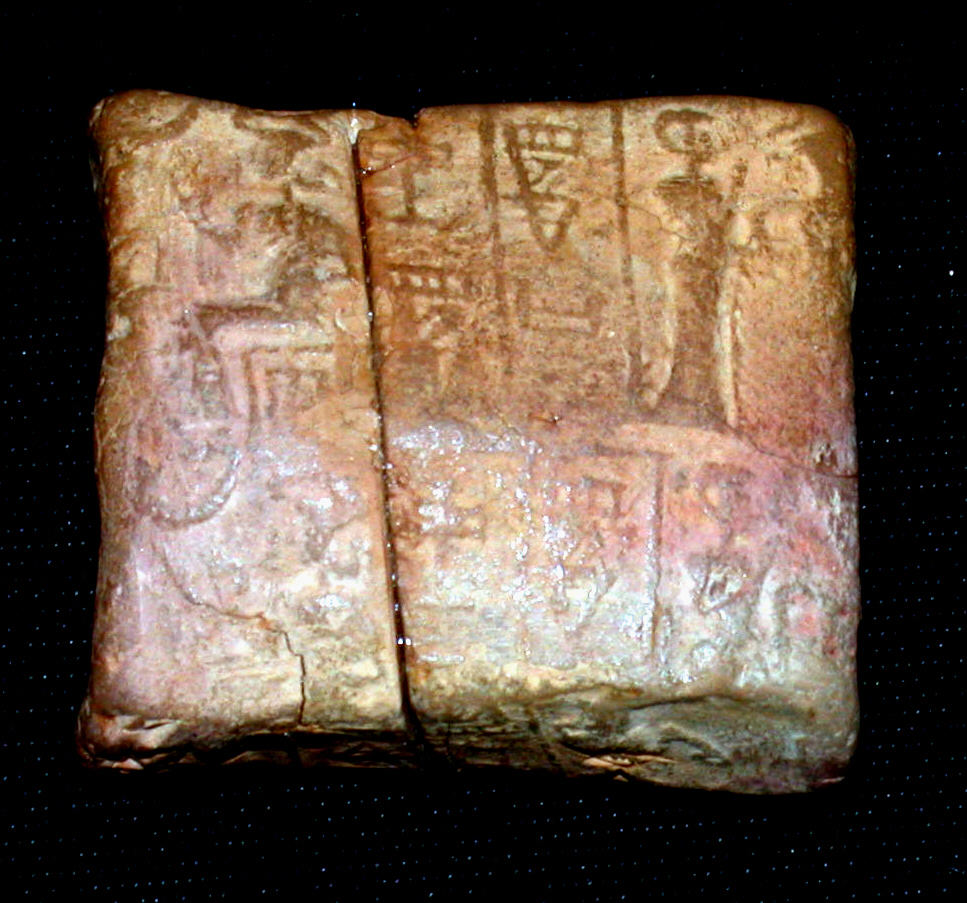
علبة لوح مسماري مطبوع عليها ختم أسطواني، للوح مسماري 86.11.249a- إيصال طفل MET VS86 11 249B

وقد عثر في الموقع على آثار تعود إلى عصر الأسرات المبكرة، والأكادية، وأور الثالثة، وذلك وفقًا لمنشور صادر عن المديرية العامة للآثار العراقية عام1967. وقد عثر مسح قادس على قطع فخارية تعود إلى فترة أوروك الوسطى وأكد أن فترة أور الثالثة كانت على الأرجح مستوى الاستيطان الأكثر أهمية في دريهم. وعثر أيضًا على أدلة على فترة إيسين-لارسا وكذلك الفترة البارثية و/أو الساسانية. ن آلاف النصوص القادمة من الموقع تعود جميعها إلى فترة أور الثالثة.وفي غياب الحفريات، توفر هذه النصوص معظم المعلومات حول طبيعة المستوطنة في دريهم. تأسست مدينة بوزريش-داغان على يد الملك شولجي كمركز إداري مهم في نظام ضريبة <i id="mwag">البالا</i> في فترة أور الثالثة.أسم العام 39 لشولجي كان"العام الذي بنى فيه شولجي، ملك أور، ملك الجهات الأربع، إي-بوزريش-داغان، وهو مقر إقامة{قصر؟ معبد؟} لشولجي"، على الرغم من أن نصوص دريهم معروفة بأنها تبدأ في وقت مبكر من شولجي في العام 26. يشار إلى النصوص بين S26 وS39 باسم"سلسلة Drehem المبكرة". أن أسماء العامين التاليين تشير أيضًا إلى نفس الحدث، والذي يُعامل عمومًا على أنه تأسيس Puzriš-Dagan.وتشير آلاف الألواح المسمارية إلى أن الماشية(الأبقار والأغنام والماعز)التابعة للدولة كانت مركزية في دريهم، ثم أعيد توزيعها على المعابد ومسؤوليها والقصور الملكية. وكانت معابد نيبور القريبة هي الوجهات الرئيسية للماشية.

## قراءة إضافية
- ريتشارد فيرث، "مزامنة تقويمات دريهم ونيبور وأوما خلال الجزء الأخير من أور الثالثة"، مجلة المكتبة الرقمية المسمارية 2016:1، 2016
- كانج، شين ت، "النصوص الاقتصادية السومرية من أرشيف دريهم"، النصوص المسمارية السومرية والأكادية في مجموعة متحف التراث العالمي بجامعة إلينوي 1. أوربانا، إلينوي: مطبعة جامعة إلينوي، 1972
- مايدا، تورو، "إحضار (مو-توم) الماشية وتنظيم بوزورييش-داجان في سلالة أور الثالثة"، مجلة الجمعية الأمريكية للتاريخ الطبيعي، المجلد 11، ص 69-111، 1989
- مايدا، تورو، "مسؤولو الاستلام والتسليم في بوزورييش-داجان"، ASJ 15، ص 297-300، 1993
- نسبيت، ويليام مارسيجليا، "السجلات السومرية من دريهم"، رقم 8، مطبعة جامعة كولومبيا، 1914
- سيغريست، مارسيل، "دريهم"، بيثيسدا، ماريلاند: مطبعة CDL، 1992(ردمك 0-9620013-6-8) (باللغة الفرنسية)
- ستينكلر، بيوتر، "مصطلحات الأغنام والماعز في مصادر أور الثالثة من دريهم"، BSA 8، ص 49-70، 1995
- تسوباروبولو، "فيلق الكلاب البوليسية في سلالة أور الثالثة: مدربو الكلاب في دريهم والجيش"، ZA102، ص 1-16، 2012
- تسوباروبولو، كريستينا، "قتل الحيوانات وسلخها في فترة أور الثالثة: إدارة مكتب بوزريش-داجان (دريهيم) للحيوانات الميتة ومنتجات الذبح"، مجلة AoF 40، ص 150-82، 2013
- تسوباروبولو، كريستينا، "أختام أور الثالثة المطبوعة على وثائق من بوزريش-داجان (دريهم)"، HSAO 16، هايدلبيرغ: Heidelberger Orientverlag، 2015
- Tsouparopoulou، Christina، "إعادة بناء وكالة الثروة الحيوانية المركزية في بوزريش-داجان"، مجلة المكتبة الرقمية المسمارية، مبادرة المكتبة الرقمية المسمارية، 2013 (ISSN: 1540-8779)
- ويتنج، ر. م.، "بعض الملاحظات على تقويم دريهم"، ZA، ص. 69-75، 1979